# Andrea Volpini
Andrea Volpini (Empoli, 6 de junio de 1978) es una deportista italiana que compitió en natación, en la modalidad de aguas abiertas. Ganó una medalla de oro en el Campeonato Mundial de Natación en Aguas Abiertas de 2008, en la prueba de equipo mixto.

## Palmarés internacional
| Campeonato Europeo | Campeonato Europeo  | Campeonato Europeo | Campeonato Europeo |
| Año                | Lugar               | Medalla            | Prueba             |
| ------------------ | ------------------- | ------------------ | ------------------ |
| 2008               | Dubrovnik (Croacia) | Medalla de oro     | Equipo mixto       |